# Partido Animalista Italiano
O Partido Animalista Italiano é o partido italiano pelos direitos dos animais.

## História
Membro italiano da Animal Politics EU, participando da criação do Manifesto Animalist Europeu, é o Partido Animalist Italiano, fundado em 2006 pelo advogado e ativista dos direitos dos animais Cristiano Ceriello, diretor de vários documentários animalescos como Caccia SpA e Vegetarian Party. Os principais objetivos do Partido Animalist Italiano são a Libertação de Animais e a salvação do planeta Terra do aquecimento global.
Em 2019, o Partido Animalist Italiano, com Cristiano Ceriello em toda a Itália, participou das Eleições Europeias de 2019, obtendo 0,6% a nível nacional, tornando-se o décimo partido político italiano por número de preferências. Embora o Partido Animalist não tenha elegido deputados devido à barreira de 4%, eles lidam com o caso apresentando os "advogados AntiItalikum" liderados pela advogada Felice Besostri após um breve apelo, que no passado já havia cancelado leis eleitorais como "Porcellum". "e" Italicum ", que consideram que o limiar de barreira é contrário às novas disposições do Tratado de Lisboa e da Carta dos Direitos Fundamentais da União Europeia. O apelo em 2020 será decidido pelo Conselho de Estado. Em caso de aceitação, o Partido Animalist terá direito a um dos três assentos adicionais que serão atribuídos à Itália após a conclusão do Brexit, das Circunscrições do Nordeste, Central e Sul. Considerando que em todos esses três Cristiano Ceriello foi o candidato mais votado do Partido Animalist, em caso de aceitação do novo apelo do "Avvocati AntiItalikum" para o Campeonato Europeu de 2019, Cristiano Ceriello seria eleito para o Parlamento Europeu. Em 2020, ele apresentou um aviso ao Presidente da Província de Trento, ao Prefeito e ao Ministro do Meio Ambiente, pedindo a libertação do urso M49.